# Hwang Sun-woo
Hwang Sun-woo (황 선우?; Suwon, 21 maggio 2003) è un nuotatore sudcoreano, specializzato nello stile libero.

## Biografia
Ha rappresentato la Corea del Sud ai Giochi olimpici estivi di Tokyo 2020, sfilando alla cerimonia d'apertura come alfiere, assieme alla pallavolista Kim Yeon-koung.

## Palmarès
| Anno | Manifestazione          | Sede      | Evento             | Risultato | Prestazione | Note                                    |
| ---- | ----------------------- | --------- | ------------------ | --------- | ----------- | --------------------------------------- |
| 2019 | Mondiali                | Gwangju   | 4x100 m sl         | 22º       | 3'18"09     |                                         |
| 2019 | Mondiali                | Gwangju   | 4x200 m sl         | 18º       | 7'15"05     |                                         |
| 2021 | Giochi olimpici         | Tokyo     | 50 m sl            | 39º       | 22"74       |                                         |
| 2021 | Giochi olimpici         | Tokyo     | 100 m sl           | 5º        | 47"82       |                                         |
| 2021 | Giochi olimpici         | Tokyo     | 200 m sl           | 7º        | 1'45"26     |                                         |
| 2021 | Giochi olimpici         | Tokyo     | 4x200 m sl         | 13º       | 7'15"03     |                                         |
| 2021 | Mondiali in vasca corta | Abu Dhabi | 100 m sl           | 6º        | 46"34       |                                         |
| 2021 | Mondiali in vasca corta | Abu Dhabi | 200 m sl           | Oro       | 1'41"60     |                                         |
| 2021 | Mondiali in vasca corta | Abu Dhabi | 100 m misti        | 9º        | 52"13       |                                         |
| 2021 | Mondiali in vasca corta | Abu Dhabi | 4x50 m sl          | 9º        | 1'28"56     | [ 2 ]                                   |
| 2022 | Mondiali                | Budapest  | 200 m sl           | Argento   | 1'44"47     |                                         |
| 2022 | Mondiali in vasca corta | Melbourne | 200 m sl           | Oro       | 1'39"72     | Record dei campionati · Record asiatico |
| 2023 | Mondiali                | Fukuoka   | 200 m sl           | Bronzo    | 1'44"42     |                                         |
| 2023 | Giochi asiatici         | Hangzhou  | 100 m sl           | Bronzo    | 48"04       |                                         |
| 2023 | Giochi asiatici         | Hangzhou  | 200 m sl           | Oro       | 1'44"40     | Record dei Giochi                       |
| 2023 | Giochi asiatici         | Hangzhou  | 4x100m sl          | Argento   | 3'12"96     |                                         |
| 2023 | Giochi asiatici         | Hangzhou  | 4x200m sl          | Oro       | 7'01"73     | Record asiatico                         |
| 2023 | Giochi asiatici         | Hangzhou  | 4x100m misti       | Argento   | 3'32"05     | Record nazionale                        |
| 2023 | Giochi asiatici         | Hangzhou  | 4x100m misti mista | Bronzo    | 3'46"78     | Record nazionale                        |
| 2024 | Mondiali                | Doha      | 200 m sl           | Oro       | 1'44"75     |                                         |
| 2024 | Mondiali                | Doha      | 4x200 m sl         | Argento   | 7'01"94     |                                         |